# Basitoxus megacephalus
Basitoxus megacephalus är en skalbaggsart som först beskrevs av Ernst Friedrich Germar 1824.  Basitoxus megacephalus ingår i släktet Basitoxus och familjen långhorningar. Inga underarter finns listade.